# Steljnik
Steljniki so kmetijske površine porasle z redkim brezovim gozdom, mestoma rdečim borom in podrastjo orlove praproti in lisičjaka, ki se redno, vsaj enkrat letno popasejo ali pokosijo. Pokrovnost s travinjami je vsaj 80% z drevesnimi krošnjami pa manj kot 75%.  Značilne so za Belo krajino v JV Sloveniji. Zaradi specifične rastlinske združbe bogatijo biotsko in krajinsko pestrost Bele krajine. Zaradi opuščanja rabe stelje iz praproti za nastilj in drugačnega načina kmetovanja počasi izginjajo in se intenzivno zaraščajo v stelniški gozd.
Štejemo jih  med najbolj prepoznavne naravne krajinske znamenitosti Bele krajine. 

## Nastanek
V preteklosti so se na območju Bele krajine zaradi potrebe po lesu in kmetijskih površinah z izsekavanjem gozda belega gabra in hrasta izoblikovali redko poraščeni gozdovi breze z gosto podrastjo praproti in lisičjaka, ki so jo prebivalci uporabljali za steljo. 

## Etimologija
Slovar slovenskega knjižnega jezika navaja: stéljnik  -a m (ẹ̑) gozd, v katerem se pridobiva stelja ali naravni prostor, kjer raste praprot, slaba trava.

## Območja steljnikov
Najbolj znana ohranjena območja steljnikov se nahajajo na območju zahodno od vasi Drašiči (Slamniško- Boldreški steljniki), v bližini Marindola (Marindolski steljniki), v bližini vasi Malinsko (Malinski stelnjiki), v bližini Metlike proti Adlešičem (Vinomerski steljniki) ter Vlašički steljniki.

## Varstvo in zaščita
Steljniki predstavljajo zakladnico številnih zaščitenih rastlinskih in živalskih vrst. Zaradi varstva njihovih habitatov so uvrščeni v območje Natura 2000, kot habitatni tip: eurosibirska suha in polsuha sekundarna travišča na karbonatnih tleh. Med drugim v njih najdemo več kot sto vrst metuljev in gliv, 13 vrst kukavic, 39 vrst ptic in veliko orhidej. 

### Ogroženost obstoja
Obstoj stelnjikov in s tem biotske raznovrstnosti na teh območjih je ogrožena zaradi:
- opuščanja sonaravne kmetijske rabe steljnikov-opuščanje košnje in raba stelje,
- neustreznega pogozdovanja in spreminjanja v monokulturne smrekove gozdne sestoje,
- opuščanja ljudskega izročila, ki je bilo vezano na steljarjenje,
- opuščanja rabe zdravilnih rastlinskih vrst, ki so značilne za območja steljnikov.